# Juan Tomás Enríquez de Cabrera
Juan Tomás Enríquez de Cabrera, VII Duca di Medina de Rioseco, Conte di Melgar (Genova, 1646 – Estremoz, 1705) è stato un generale e politico spagnolo.
Fu l'XI e ultimo Ammiraglio di Castiglia ereditario, viceré di Catalogna nel 1688 e membro del Consiglio di Stato, nonché ambasciatore a Roma e in Francia, cavallerizzo maggiore del Re e feldmaresciallo del Sacro Romano Impero dal 1705. Fu Governatore e Capitano generale dello Stato di Milano dal 1678 al 1686.

## Biografia

### I primi anni
Juan Tomás apparteneva all'importante famiglia degli Enríquez, che ottennero il titolo di duchi già da Carlo V nel 1538. Egli era figlio di Juan Gaspar Enríquez de Cabrera y Sandoval, ammiraglio di Castiglia, VI duca di Medina de Rioseco e VIII conte di Melgar. La sua nascita a Genova fu dovuta al caso, in quanto sua madre Elvira Álvarez de Toledo Osorio Ponce de León aveva fatto scalo in quella città, accompagnando il padre Juan Alfonso Enríquez de Cabrera y Colonna nel viaggio di ritorno in Spagna al termine del mandato di quest'ultimo quale viceré di Napoli.
Al momento del suo matrimonio, ottenne da suo padre il titolo di conte di Melgar e venne nominato gentiluomo di camera della regina Maria Anna d'Austria. Durante la sua gioventù a Madrid dimostrò un carattere arrogante e venne coinvolto in numerose dispute: furono famose quella col conte di Oropesa e la liberazione forzata del conte di Villalonso dal carcere della corte. La sua condizione di aristocratico e la sua famiglia gli consentirono di rimanere sempre impunito.

### Capitano de laChamberga
Nel 1669, assieme ad altri nobili, venne nominato comandante del reggimento de la Chamberga, un'unità militare di recente istituzione che era di proprietà del marchese di Aytona e costituì difatti la guardia reale di Carlo II durante la sua minore età in quanto si temeva per la sua sicurezza, supponendo che suo fratello Giovanni Giuseppe d'Austria potesse tentare di ucciderlo per porsi sul trono spagnolo approfittando della debolezza del governo.
La presenza di questo reggimento a Madrid fu fonte di continui problemi. I soldati de la Chamberga, indisciplinati e mal pagati, commisero ogni sorta di abusi e soprusi sulla popolazione civile, ignorando la giustizia ordinaria e sentendosi coperti dall'importante funzione che esercitavano a corte. Nel luglio del 1670 la guardia venne allontanata dalla corte spagnola.

### Il servizio in Italia
Per allontanarlo dalla Spagna, Juan Tomás venne inviato in Lombardia con l'incarico di maestro di campo. La situazione nel Ducato di Milano era complicata per via delle continue incursioni delle truppe francesi di Luigi XIV che erano prese nell'ambito della guerra franco-olandese e nella Quadruplice alleanza. Dopo cinque anni di permanenza sul campo, l'allora conte di Melgar ottenne il titolo di generale di cavalleria e continuò a operare nel milanese.
Nel 1676, poco dopo la morte di papa Clemente X, venne designato quale ambasciatore straordinario della Spagna presso la Santa Sede con la missione precisa di appoggiare la candidatura di Benedetto Giulio Odescalchi al conclave che avrebbe dovuto eleggere il nuovo pontefice e questi venne eletto proprio col nome di Innocenzo XI.
Nel 1678 egli venne designato a sostituire per un breve periodo Claude Lamoral I di Ligne alla carica di governatore di Milano per poi ottenere definitivamente la nomina alla morte di quest'ultimo l'anno seguente. Il suo impegnò come governatore fu del resto lodevole impegnandosi per risanare l'economia locale e rafforzare le fortificazioni e l'esercito. Nel 1683, apertesi nuovamente le ostilità con la Francia di Luigi XIV, prestò soccorso a Genova, bombardata dai francesi.
Nel 1685 presentò le proprie dimissioni per la crescita del potere del conte di Oropesa col quale già aveva avuto contrasti e Carlo II di Spagna lo nominò ambasciatore spagnolo a Roma salvo poi fare ritorno al suo Castello di Coca.

### Viceré di Catalogna
Nell'aprile del 1688 si portò in Catalogna per sedare delle rivolte popolari contro le autorità spagnole e, data l'incapacità di reagire del viceré in carica, Diego Felipe de Guzmán, il conte di Melgar venne nominato a sostituirlo. Le rivolte furono rapidamente acquietate ed egli poté fare ritorno a Madrid ove cedette il vicereame al duca di Villahermosa, Carlos de Aragón de Gurrea y de Borja. In quest'occasione egli ottenne il cavalierato dell'Ordine di Calatrava.

### Gli ultimi anni a corte, l'esilio e la morte
Alla morte di suo padre nel 1691, ereditò il titolo di ammiraglio di Castiglia e di duca di Medina de Rioseco.
Il nuovo re di Spagna Filippo V lo nominò nel 1702 ambasciatore in Francia, ma egli mal tollerava i Borboni quali nuovi sovrani di Spagna e, quando si presentò l'occasione con lo scoppio della Guerra di successione spagnola, si schierò con l'arciduca Carlo d'Asburgo e come risultato venne esiliato dalla Spagna e si recò alla corte di Vienna e poi in Portogallo ove morì nel 1705.

## Matrimonio e figli
Egli si sposò nel 1662 con Ana Catalina de la Cerda Portocarrero, figlia di Antonio de la Cerda, VII duca di Medinaceli.
Alla morte della prima moglie si risposò nel 1697 con sua nipote, Ana Catalina de la Cerda y de Cardona-Aragon, (1663 - 1698), vedova dal 1690 di Pedro Antonio de Aragón V duca di Segorbe, viceré di Napoli 1664 - 1671, e figlia di Juan Francisco de la Cerda (1637-1691), VIII duca di Medinaceli. Dei figli che ebbe la coppia, nessuno sopravvisse alla maggiore età. La sua discendenza continuò attraverso il fratello Luis IV Enríquez de Cabrera.